# Громова улица (Константиновка)
Громова — одна из главных улиц Константиновки, расположена на левобережной части города и проходит через 6 районов. Длина — 3,7 км, направление — с северо-запада на юго-восток. Начинается от Красного городка и заканчивается в микрорайоне «Нулевой».
К Громова примыкают улицы Абрамова, Зеркальная (Шмидта), Степана Бандеры (Леваневского), Европейская, Миротворцев (Интернационалистов), Инициативная, 6 Сентября, Маркияна Шашкевича (Хабаровская), Ереванская и бульвар Космонавтов.

## Описание
Улица Громова — это протяжённая магистраль, названная в честь выдающегося лётчика М. М. Громова, которая простирается на несколько километров и соединяет разные районы и кварталы города Константиновки.
Характеристики улицы Громова включают широкие тротуары, зелёные насаждения и ухоженные прогулочные зоны, создающие комфортные условия для прогулок и активного отдыха. Здесь также расположены многоквартирные жилые дома, обеспечивающие удобное проживание для местных жителей.
Улица Громова считается одной из самых оживлённых в Константиновке благодаря разнообразию развлекательных и коммерческих заведений. На ней можно найти множество детских площадок, магазинов, кафе, ресторанов и других объектов коммерческой инфраструктуры, привлекающих как местных жителей, так и гостей города.
Преимуществом улицы Громова является удобное транспортное расположение, поскольку здесь проходят маршруты общественного транспорта, обеспечивающие связь между различными районами города.

## Ракетные удары
| Дата       | Время  | Адрес                               | Микрорайон         | Тип вооружения | Уничтожённые объекты                                               | Повреждённые объекты | Погибшие | Ранённые |
| ---------- | ------ | ----------------------------------- | ------------------ | -------------- | ------------------------------------------------------------------ | --- | -------- | -------- |
| 07.05.2022 | ~07:00 | Громова 21 а                        | Южный              | С-300          | Главный корпус Константиновского высшего профессионального училища | — | 2        | 9        |
| 06.08.2022 | ~23:40 | Громова 48                          | 7 ветров           | С-300          | Многоэтажный дом                                                   | ~6 многоэтажных домов | нет      | 7        |
| 25.02.2024 | ~00:58 | Громова 21 б                        | Южный              | С-300          | Корпус Константиновского высшего профессионального училища         | — | —        | —        |
| 10.06.2024 | ~23:11 | Громова 34 а                        | Солнечный          | КАБ-500        | Здание АТС                                                         | 16 многоэтажных домов, котельная, образовательное учреждение, электротрансформатор.                                                  | нет      | 5        |
| 08.08.2024 | ~11:57 | улица Громова / бульвар Космонавтов | 7 ветров/Солнечный | Гром-1         | —                                                                  | 10 многоэтажных домов, здание СТО, помещения АЗС, здание торгового центра, автомобильная стоянка, 18 автомобилей.                    | нет      | нет      |
| 09.08.2024 | ~11:04 | Громова 55                          | 7 ветров           | Х-38           | Гипермаркет «ЭКО-Маркет»                                           | 4 частных дома, 9 магазинов, торговые павильоны, автомойка, отделение «Новой почты», 12 гражданских автомобилей.                     | 14       | 44       |
| 22.02.2025 | ~07:30 | Громова 8                           | Нулевой            | ФАБ-250        | Многоэтажный дом                                                   | 5 фасадов многоквартирных домов, 8 фасадов частных домов, 15 гаражных помещений, 2 легковых автомобиля, автостоянка, газовая линия.  | 1        | 2        |
| 22.02.2025 | ~07:30 | Громова 31д                         | Солнечный          | ФАБ-250        | Автостоянка                                                        | 5 фасадов многоквартирных домов, 4 фасада частных домов, гаражное помещение, 4 легковых автомобиля, 2 микроавтобуса, фасад магазина. | нет      | 1        |

6 августа 2022 года российская армия обстреляла пятиэтажный дом по адресу улица Громова, 48, зенитно-ракетным комплексом С-300. В результате один из подъездов был разрушен, пострадали 7 человек, которых достали из-под завалов и заблокированных квартир. Погибших нет.
10 июня 2024 года российская армия сбросила авиабомбу КАБ-500 на здание "АТС" по адресу улица Громова, 34А, в микрорайоне "Солнечный". В результате авиаудара здание "АТС" было уничтожено. Шестеро мирных жителей получили осколочные ранения. Также было повреждено 16 многоквартирных домов, одно административное здание и трансформатор. Погибших нет.
8 августа 2024 года по микрорайону "Солнечный" был нанесён удар авиационной ракетой Гром-1. Ракета попала в пустырь у перекрёстка улицы Громова и бульвара Космонавтов. В результате взрыва было повреждено множество окон в расположенных рядом многоэтажках, 10 фасадов зданий, здание СТО, помещение АЗС, автостоянки, 12 легковых автомобилей, 4 микроавтобуса и служебный автомобиль полиции. Погибших нет.
9 августа 2024 года в 11:04 утра российские войска нанесли удар ракетой Х-38 по гипермаркету «ЭКО-маркет» по адресу улица Громова, 55. В результате удара гипермаркет был полностью уничтожен. Погибло 14 человек, среди них трое детей, и 44 человека получили ранения.

## Автостоянки
На улице Громова расположено 17 автостоянок.

## Коммерция
Гипермаркет «ЭКО-маркет»,
ТРЦ «Семь Вертов»,
АТБ-Маркет,
Delini-маркет,
«Посад»,
ТЦ «Монолит».

## Галерея

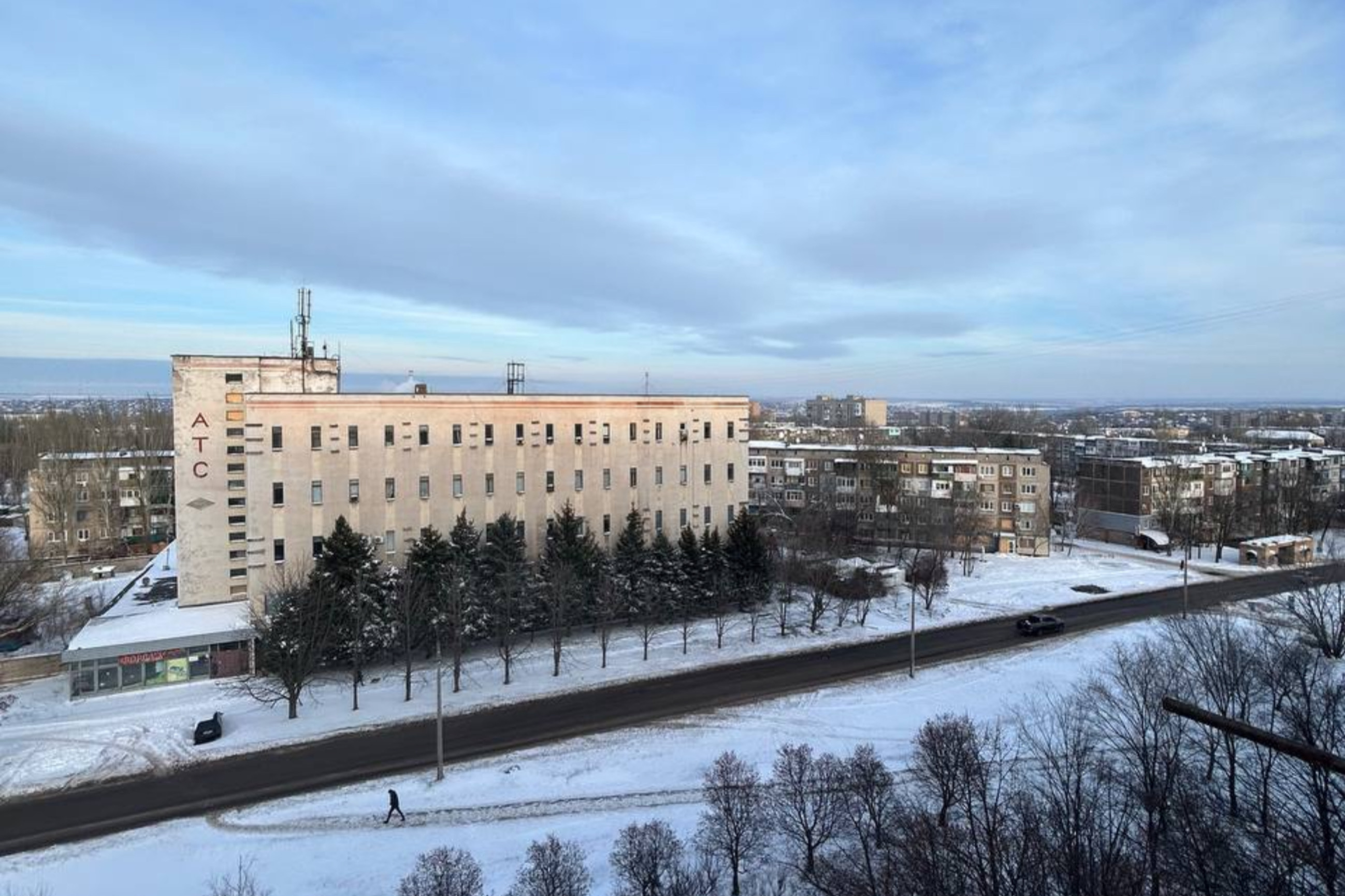
Вид с высоты на улицу Громова в Константиновке (Солнечный)
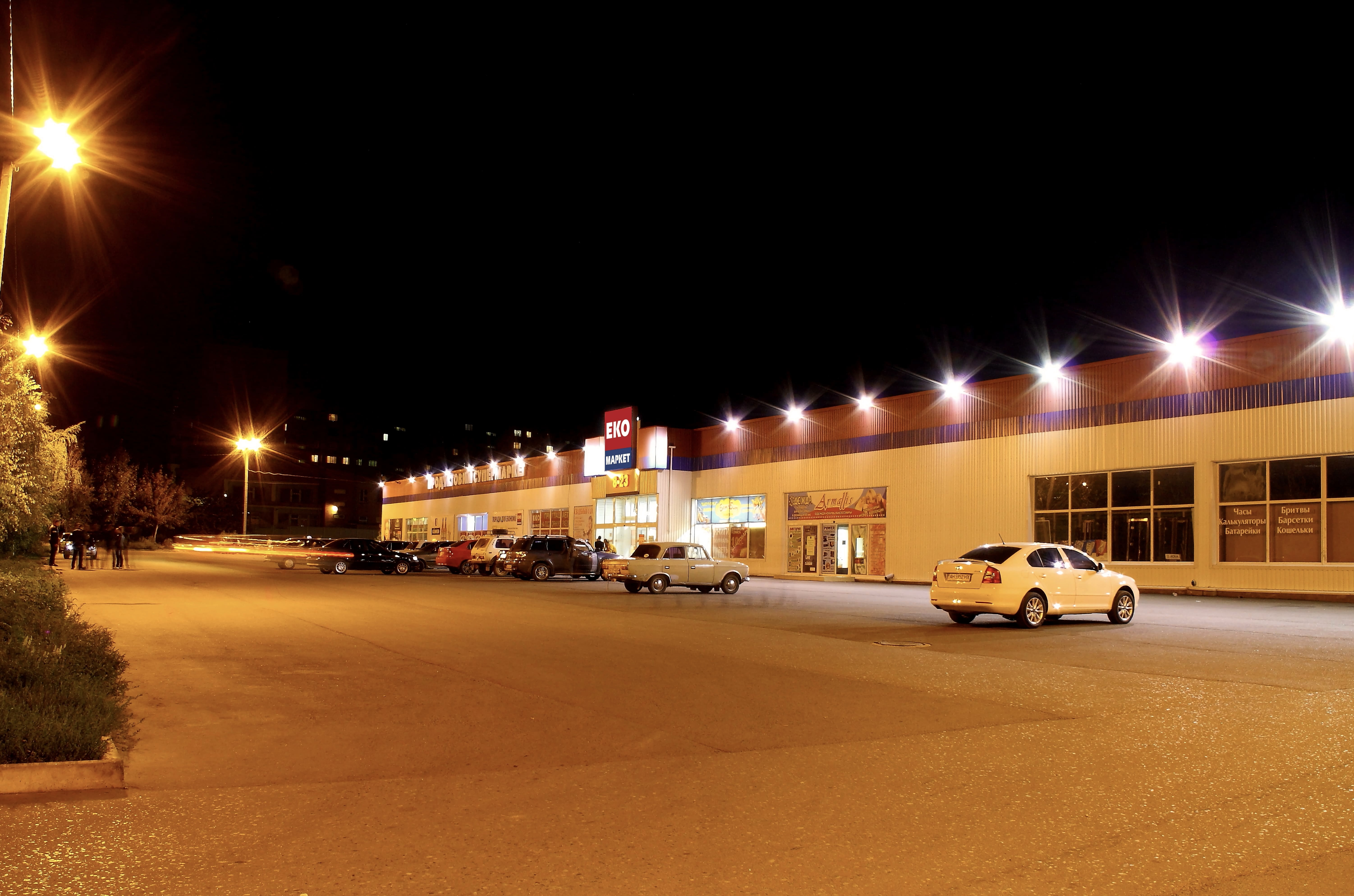
ЭКО-Маркет в Константиновке ночью
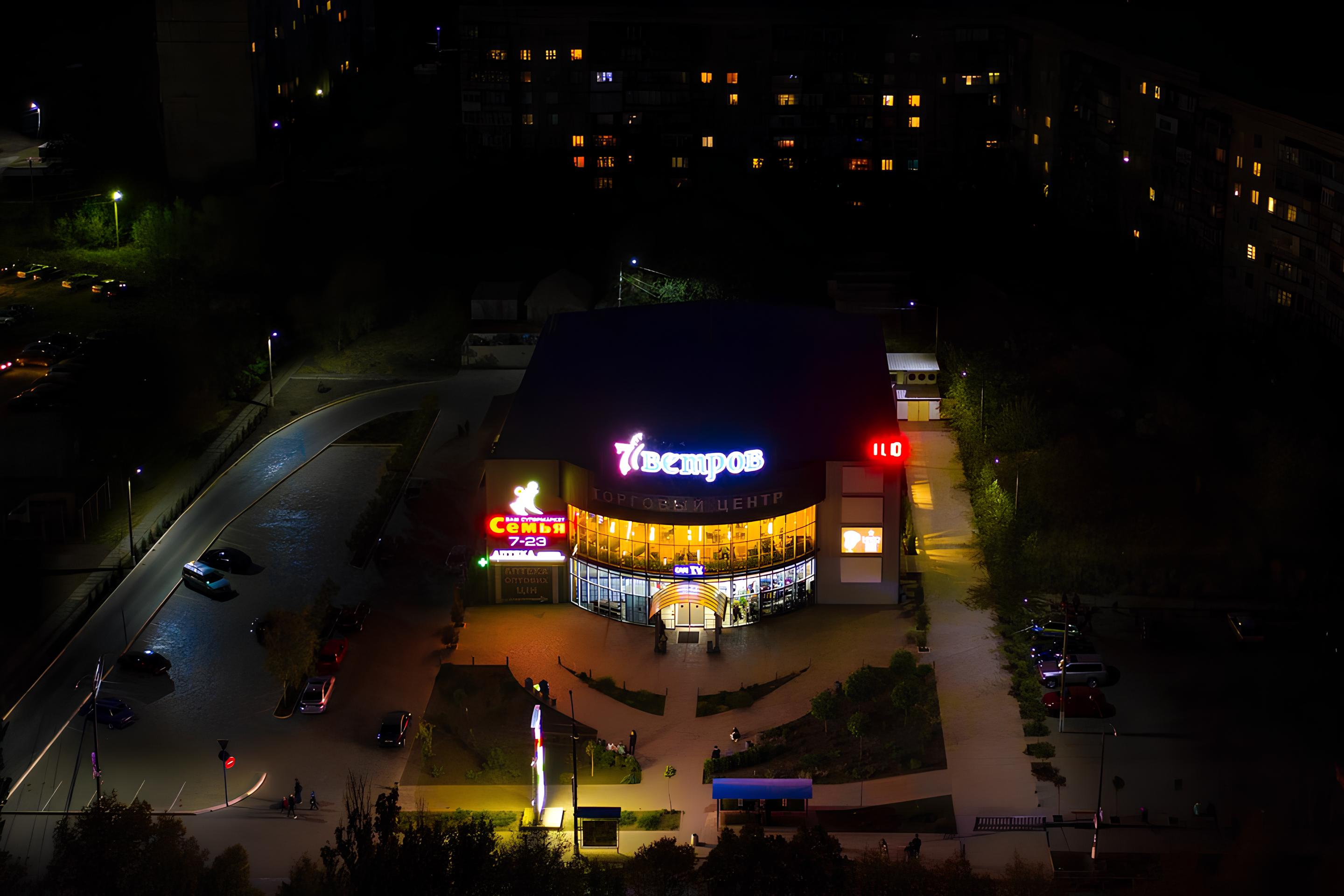
ТРЦ "7 Ветров" в Константиновке
Вид на ночную улицу Громова в Константиновке (Солнечный)
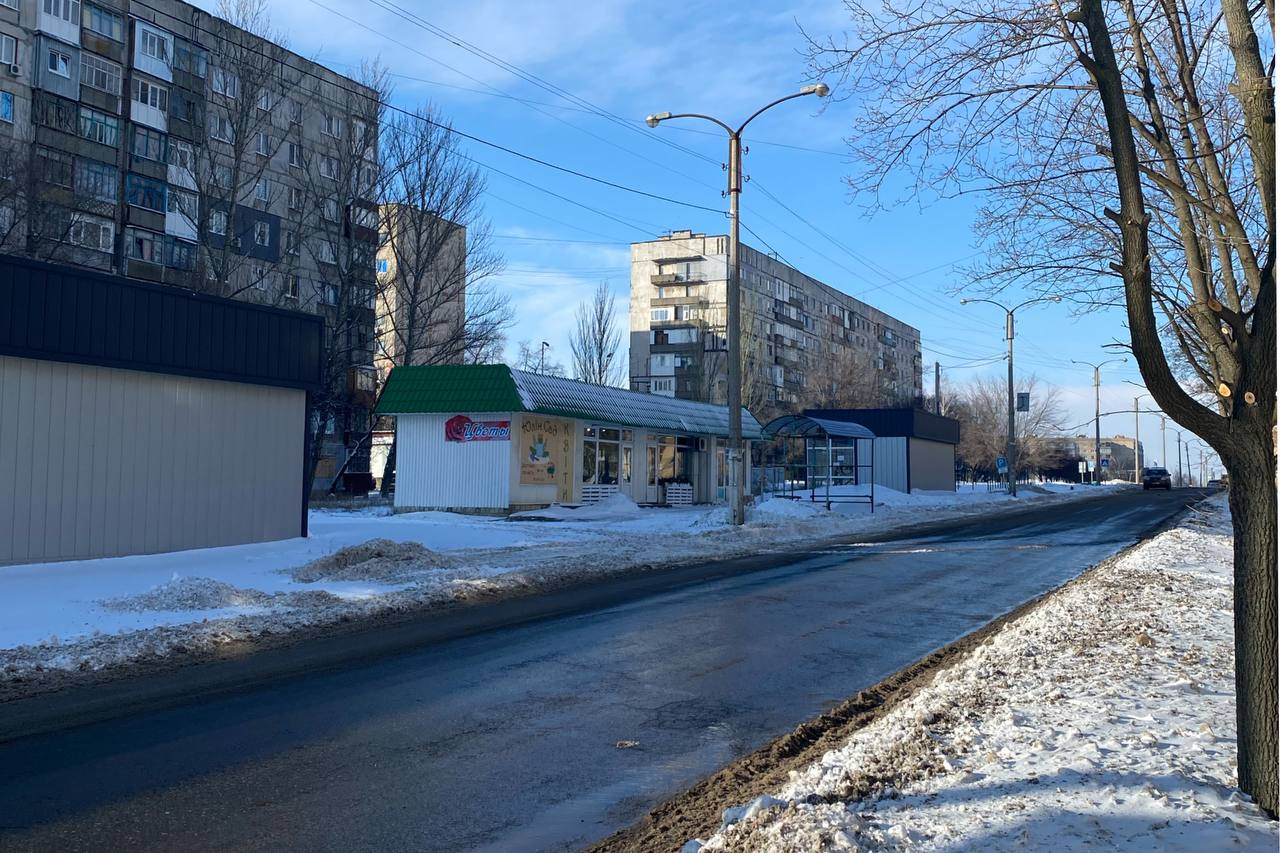
Улица Громова в Константиновке
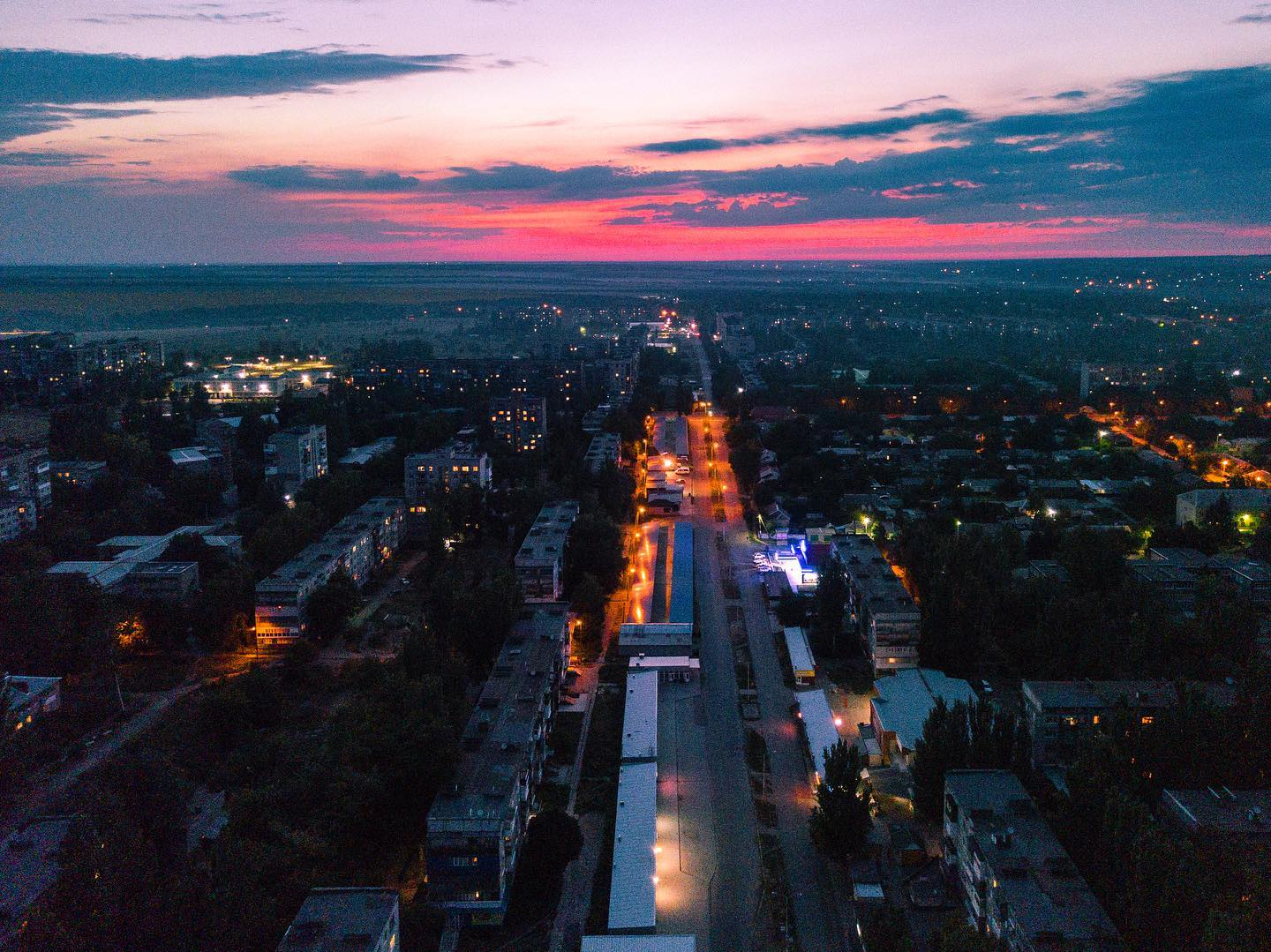
Вид с высоты на ночную улицу Громова в Константиновке (Нулевой-Южный)
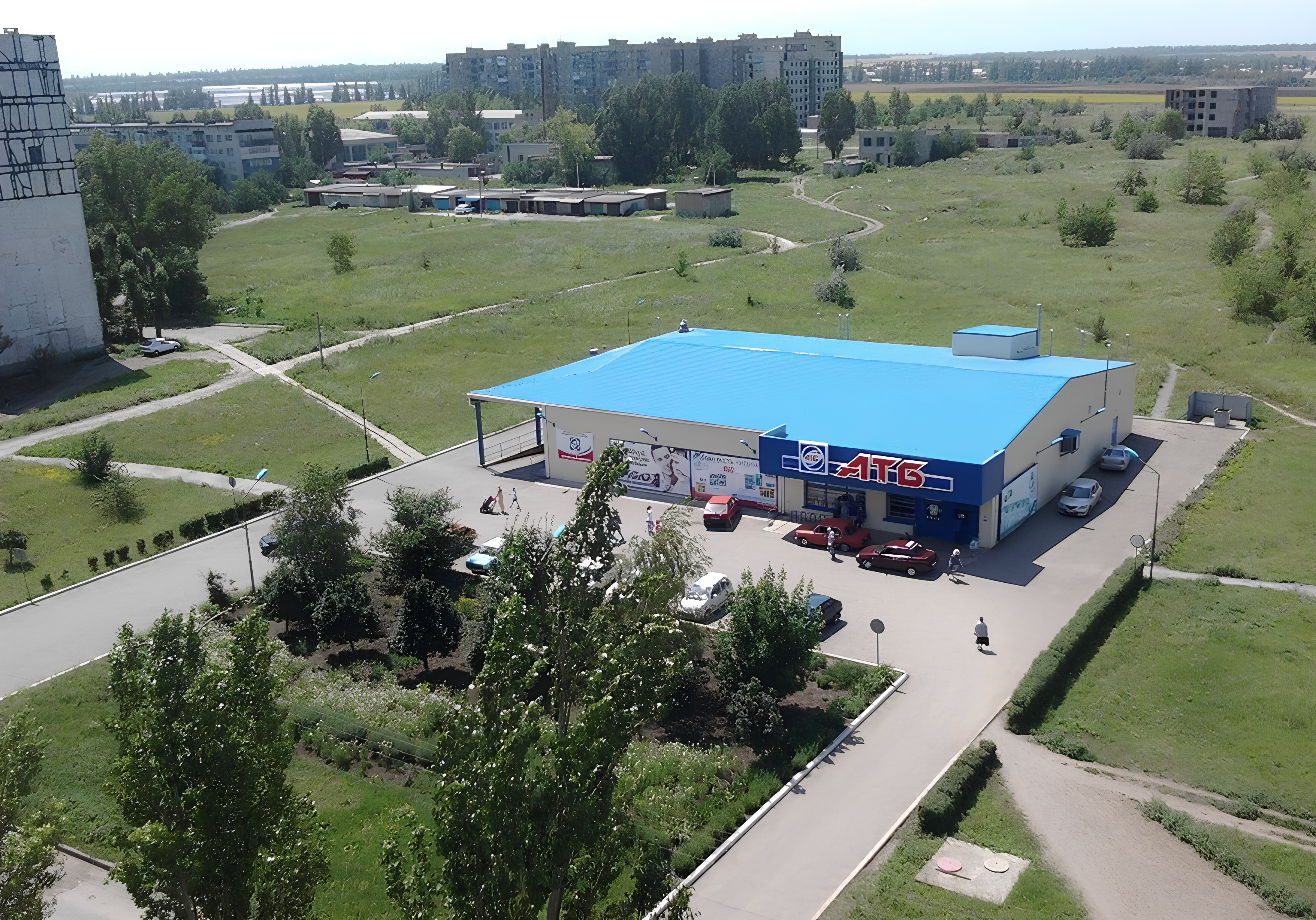
АТБ-Маркет в Константиновке